# Кобулов Амаяк Захарович
Амая́к Заха́рович Кобу́лов (1906– 26 лютого 1955) — генерал-лейтенант НКВС СРСР. В. о. наркома внутрішніх справ УРСР (грудень 1938 — вересень 1939).

## Біографія
Народився 1906 році в місті Тифлісі (Тбілісі) в вірменській родині кравця. Закінчив п'ять класів торговельної школи.
З 1921 — служив рядовим 237-ї етапної ділянки РСЧА.
У 1923—1927 — працював секретарем народного суду Ахалцихського району, касиром-рахів-ником Боржомського райвиконкому, бухгалтером-інструктором робітничого кооперативу, рахівником-статистиком скляного заводу у Боржомі, бухгалтером заводу у Тифлісі.
З вересня 1927 — в органах ГНУ Грузинської СРР. За 11 років роботи пройшов шлях від рахівника фінансового відділу до т.в.о. наркома внутрішніх справ Абхазької АСРР.
У грудні 1938 — призначений першим заступником наркома внутрішніх справ УРСР.
З 7 грудня 1938 — 2 вересня 1939 — виконував обов'язки Наркома внутрішніх справ УРСР.
У вересні 1939 — червні 1941 — радник повноважного представництва СРСР у Німеччині (резидент НКВС СРСР, псевдонім «Захар»).
У 1941—1945 — нарком держбезпеки і нарком внутрішніх справ Узбецької РСР. У наступні роки працював у Центральному апараті НКВС-МВС СРСР. Остання посада — заступник начальника Контрольної інспекції при МВС СРСР.
27 червня 1953 року заарештований у зв'язку зі справою Лаврентія Берії.
1 жовтня 1954 року засуджений до вищої міри покарання. Розстріляний у Москві. Не реабілітований.